# Germinant
Germinant va ser una publicació juvenil editada a Igualada l'any 1924.

## Descripció
Portava el subtítol Revista mensual de joventut.
La redacció i l'administració estava al carrer de Sant Ignasi, núm. 10 i s'imprimia als tallers de Nicolau Poncell. Tenia vuit pàgines, amb un format de 25 x 17 cm. Les pàgines eren a ratlla tirada. De tant en tant, publicava una làmina amb una fotografia d'un paisatge de la comarca. El primer número va sortir el gener de 1924 i l'últim, el 10, el desembre del mateix any.

## Continguts
A l'article de presentació deien que l'objectiu de la revista era «per uns, una guia; per altres, una meditació i per tots lagerminació d'aquesta llevor que es confon amb la nostra ànima mateixa ... El nostre periòdic tindrà un marcat caient igualadí i lliure de passió i sense caure en un localisme massa estret, aportarà tot el seu esforç a la formació d'una joventut espiritualment forta i a la vegada conscient de la seva personalitat, dels seus deures i dels seus drets encara irredimits».
Confeccionaven aquesta publicació un grup de joves que l'any anterior havien editat Sembrant. Hi havia articles literaris, poesies, comentaris sobre la geografia de la comarca, notícies curtes sobre activitats culturals i notes sobre costums tradicionals igualadins. La dirigia Joan Riba Faura i entre els seus redactors i col·laboradors cal esmentar Ramon Godó Valls, Josep Valls Fàbregas, Ramon Pipó Graells, Josep M. Aguilera, i Gabriel Castellà i Raich.

## Localització
- Biblioteca Central d'Igualada. Plaça de Cal Font. Igualada (col·lecció completa i relligada).